# Physalis pruinosa
Physalis pruinosa es una especie de planta herbácea perteneciente a la familia de las solanáceas. Se diferencia de otras especies de Physalis de flores grandes, por la presencia de tricomas alargados esparcidos en los tallos jóvenes, pecíolos y pedicelos.

## Descripción
Son hierbas anuales, que alcanzan un tamaño de hasta  1.5 m de alto; los tallos son erectos, angulados cuando secos, pubescentes con tricomas glandulares cortos y tricomas dispersos de 2–4 mm de largo. Las hojas son ovadas, de 4–9 cm de largo, el ápice acuminado, la base redondeada u obtusa, a menudo irregularmente dentadas pero a veces subenteras, ambas superficies con dispersos tricomas mayormente cortos y débiles; pecíolos de 1–5 cm de largo. 
Las flores con pedicelo de 1–35 mm de largo, generalmente con algunos tricomas alargados; el cáliz subcónico, de 4–9 mm de largo, lobado la 1/2 de su longitud o más, lobos subulado-deltoides, glanduloso-pubescentes; la corola rotácea, ligeramente excediendo los lobos del cáliz, 10–15 (–20) mm de diámetro, blanca o amarilla, mayormente maculada; las anteras de 2.5–3.5 mm de largo, amarillas o azuladas. 
El fruto es una baya de 10–20 mm de diámetro, cáliz fuertemente 5-angulado, 20–70 mm de largo, glanduloso-pubescente, pedicelos 20–30 mm de largo, tomentulosos y con dispersos tricomas alargados; semillas ca 2 mm de diámetro, como esta.

## Distribución y hábitat
Se encuentra ocasionalmente, en áreas alteradas, en las zonas del Océano Pacífico y norcentral; a una altitud de 0–1200 metros, desde el norte de México a Costa Rica. 

## Taxonomía
Physalis pruinosa fue descrita por Linneo y publicado en Species Plantarum 1: 184, en el año 1753.
Sinonimia
- Physalis cordifolia Dunal
- Physalis maxima Mill.
- Physalis nicandroides var. attenuata Waterf.[2]